# Гиомар IV (виконт Леона)
Гиомар IV (фр. Guyomar IV, брет. Gwioñvarc'h IV) — виконт Леона c 1179, сын виконта Леона Гиомара III.

## Биография

### Правление
В 1171 году Гиомар IV вместе со своим отцом Гиомаром III принимал участие в убийстве своего дяди, епископа Леона Аймона. В 1179 году Гиомар III поднял восстание, но был побежден герцогом Бретани Жоффруа II Плантагенетом. Сыновьям Гиомара, Гиомару IV и Эрве II (III), было позволено управлять небольшими частями конфискованного виконтства. Гиомару IV досталось одиннадцать имений. Больше упоминаний о Гиомаре не сохранилось. Вероятно, его пережил его брат Эрве. Сын Гиомара Эрве I был первым сеньором Леона.

### Брак и дети
Жена: Маргилия. Дети:
- Эрве I (ум. 1218), первый сеньор де Леон; жена — дочь Алена III, виконта де Роган